# ザ・ドキュメント
『ザ・ドキュメント』は、関西テレビで深夜に不定期放送されているドキュメンタリー番組である。

## 概要
関西テレビの定期的なドキュメンタリー番組としては1982年に放映を開始した『ドキュメントα』の放送枠が先行して存在した。それを継ぐ形で2001年よりこのタイトルで放映されている。
過去に文化庁芸術祭やギャラクシー賞などで複数の受賞歴がある。特に2013年に放映された「みんなの学校」は日本放送文化大賞の準グランプリに選ばれ、その後素材を追加して1時間30分枠で放映されたバージョンは文化庁芸術祭大賞を受賞し、2015年には劇場公開もおこなわれた。